# Гелоєшть
Гелоєшть, Гелоєшті (рум. Găloiești) — село у повіті Вранча в Румунії. Входить до складу комуни Думітрешть.
Село розташоване на відстані 141 км на північний схід від Бухареста, 24 км на південний захід від Фокшан, 84 км на захід від Галаца, 105 км на схід від Брашова.

## Населення
За даними перепису населення 2002 року у селі проживали 636 осіб, з них 634 особи (99,7%) румунів. Усі жителі села рідною мовою назвали румунську.